# Jabon (Jombang)
Jabon is een bestuurslaag in het regentschap Jombang van de provincie Oost-Java, Indonesië. Jabon telt 4102 inwoners (volkstelling 2010).